# Télécabine de Chréa
La télécabine de Chréa est une télécabine qui relie Blida à Chréa, en Algérie. Ouverte en 1984, elle est alors la plus longue télécabine du monde, avec plus de 7 km. La télécabine permet de rejoindre le parc national de Chréa, important site touristique algérien, depuis la ville de Blida.

## Historique
La télécabine de Chréa a été mise en service en 1984 ; elle a été construite par l'entreprise Poma.
Elle est fermée en 1993 à la suite de plusieurs actes de sabotage commis lors de la Guerre civile algérienne. Elle le restera pendant une quinzaine d'années.
Après une opération de rénovation et de mise à niveau technologique par la société Poma, elle est à nouveau inaugurée le 23 janvier 2009 par le ministre des Transports Amar Tou,.

## Caractéristiques

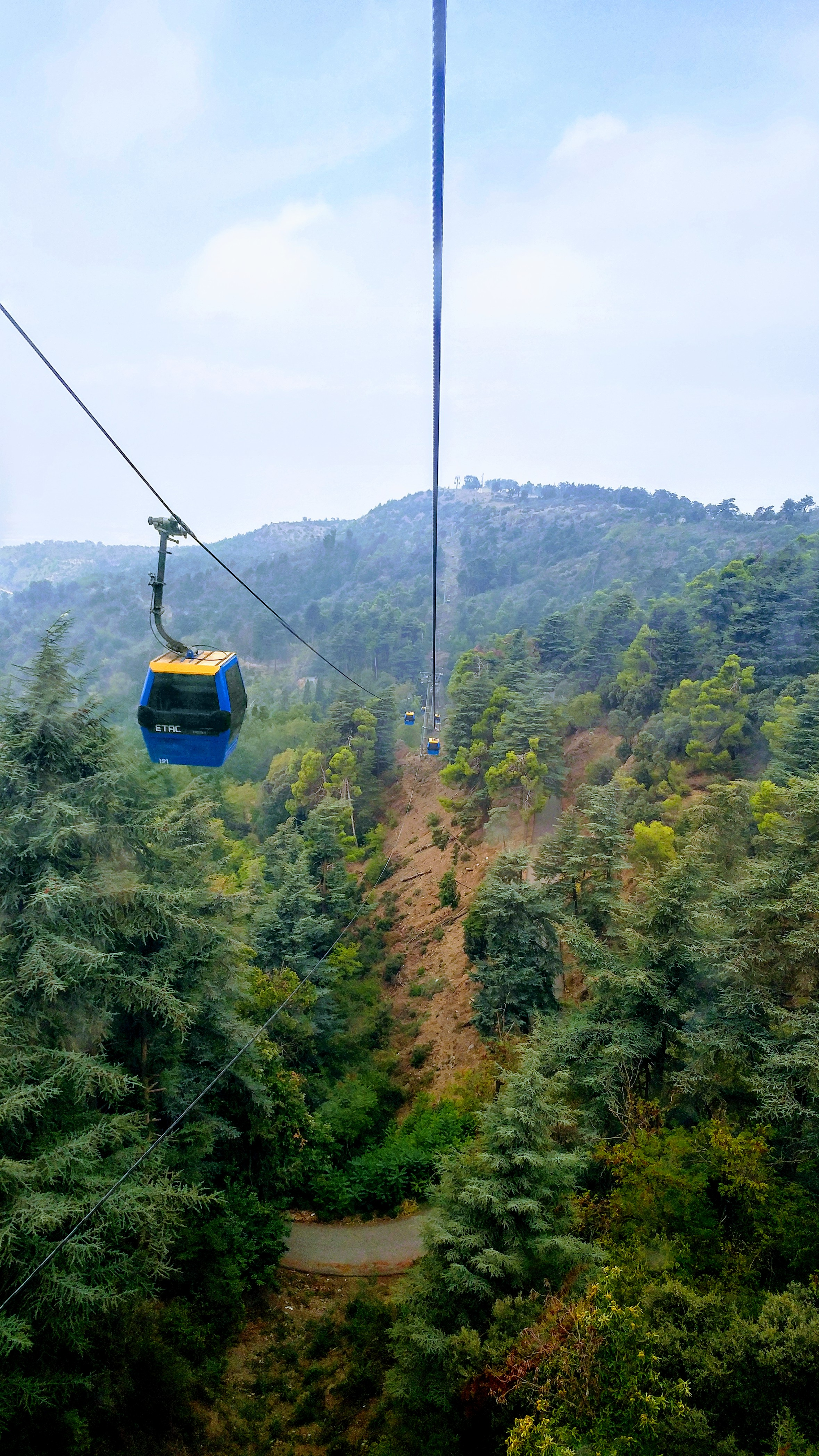
La télécabine de Chréa en 2017

Il s'agit d'une télécabine à pince débrayable constituée de deux tronçons pour une longueur totale de parcours de 7 070 mètres. Le premier tronçon, d'une longueur de 3 950 m, relie la station de Blida à la station intermédiaire de Beni Ali ; le second tronçon, d'une longueur de 3 120 m, relie la station Beni Ali à celle de Chréa.
| Numéro | Nom      | Caractéristique                  | Altitude |
| ------ | -------- | -------------------------------- | -------- |
| 1      | Blida    | Gare motrice                     | 212 m    |
| 2      | Beni Ali | Gare intermédiaire, gare tension | 946 m    |
| 3      | Chréa    | Gare motrice                     | 1 486 m  |

L'installation dispose de 138 cabines détachables d'une capacité de six personnes desservant alternativement les stations des deux tronçons. La durée du trajet est d'environ 25 minutes, le débit estimé est de 900 passagers par heure,.

## Exploitation
La télécabine de Chréa est exploitée par l'Entreprise de transport algérien par câbles (ETAC), qui exploite et gère tous les téléphériques et télécabines d'Algérie, avec un service quotidien de 8 h à 17 h.